# 岸上 (橋本市)
岸上（きしかみ）は、和歌山県橋本市の大字。郵便番号は648-0085。本項ではかつて同区域に存在した伊都郡岸上村（きしかみむら）についても記す。

## 地理
橋本市の北西部、紀の川の上流右岸、和歌山線・紀伊山田駅の南東一帯にあたる。西で神野々、北・東で野、南で南馬場・学文路と接する。紀の川対岸に渡る橋はない。北部を和歌山線と国道24号が、西端を和歌山県道118号高野橋本線が通過する。

### 河川
- 紀の川

## 歴史

### 地名の由来
紀の川が湾曲して流れる台地上に位置していることから。

### 沿革
- 鎌倉時代から岸上の地名が見られる。
- 幕末 - 伊都郡岸上村が存在。「旧高旧領取調帳」の記載によると和歌山藩領。
- 明治4年7月14日（1871年8月29日） - 廃藩置県により和歌山県の管轄となる。
- 1889年（明治22年）4月1日 - 町村制の施行により、近世以来の岸上村が単独で自治体を形成。
- 1955年（昭和30年）1月1日 - 橋本町・山田村・紀見村・隅田村・学文路村と合併して橋本市が発足。同市の大字となる。

## 世帯数と人口
2021年（令和4年）1月31日現在の世帯数と人口は以下の通りである。
| 町丁 | 世帯数  | 人口  |
| ---- | ------- | ----- |
| 岸上 | 440世帯 | 836人 |

## 小・中学校の学区
市立小・中学校に通う場合、学区は以下の通りとなる。
| 番地 | 小学校             | 中学校                 |
| ---- | ------------------ | ---------------------- |
| 全域 | 橋本市立西部小学校 | 橋本市立橋本中央中学校 |

## 交通

### 鉄道路線
区域内を和歌山線が通過するが、駅は所在しない。紀伊山田駅が至近に所在。

### バス
和歌山バス那賀
- 橋本線
  - 210：南海和歌山市駅 - 市役所前 - 公園前 - 本町二丁目 - 阪和駅前 - 有本 - 八軒家 - 岩出 - 粉河駅前 - 那賀営業所前 - 笠田駅筋 - 妙寺 - 紀北病院前 - 橋本駅前
  - 12：那賀営業所前 - 笠田駅筋 - 妙寺 - 紀北病院前 - 橋本駅前（早朝・夜間のみ運行）

橋本市コミュニティバス
- 西ルート
  - 保健福祉センター前 - 紀和病院南 - 応其 - 高野口駅筋 - エコパーク紀望の里前 - 田原 - 岸上東 - 保健福祉センター前

### 道路
- 国道24号
- 和歌山県道118号高野橋本線

## 施設
- 橋本市立岸上保育園
- JA紀北かわかみやっちょん広場
- 岸上1号公園
- 岸上文化センター
- 徳明寺